# La Chapelle-aux-Bois
Pour les articles homonymes, voir La Chapelle.
Ne doit pas être confondu avec La Chapelle-du-Bois.
La Chapelle-aux-Bois est une commune française située dans le département des Vosges, en région Grand Est.

## Géographie

### Localisation

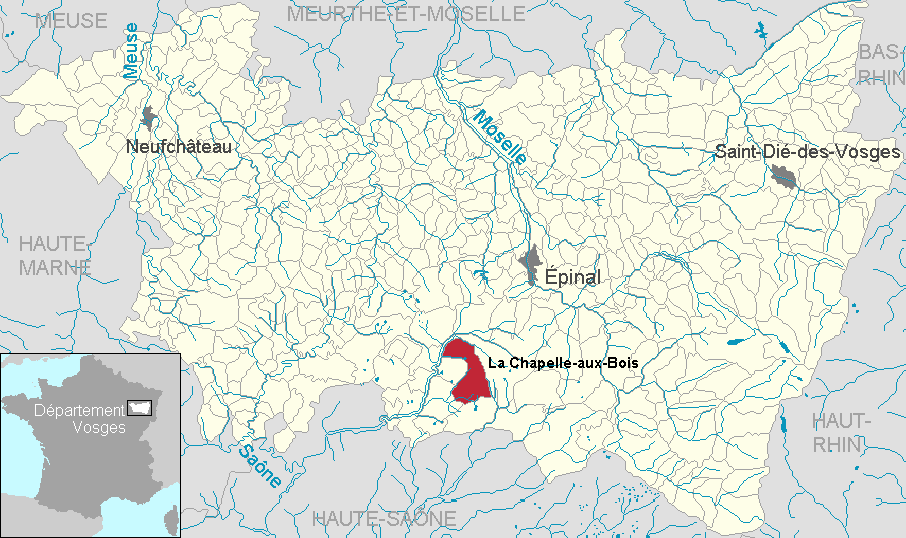
Localisation dans le département.

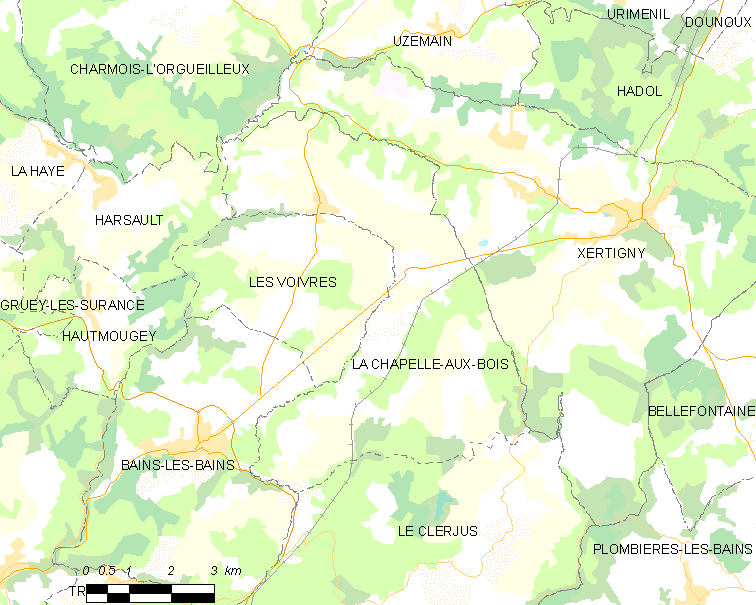
Situation géographique de La Chapelle-aux-Bois.

La Chapelle-aux-Bois se situe dans le sud du département. Elle se situe à environ 5,3 km de Xertigny à l'est, à 7,3 km de Bains-les-Bains au sud-ouest, et à 17,5 km d'Épinal au nord-est.

### Communes limitrophes
|                 | Xertigny             | Xertigny |
| Les Voivres     | La Chapelle-aux-Bois | Xertigny |
| Bains-les-Bains | Le Clerjus           |          |

### Relief, géologie et hydrographie
La Chapelle-au-Bois se situe à 401 m d'altitude. Elle compte trois cours d'eau sur la commune ou à son aval :
- la rivière du Coney ;
- le ruisseau Jeandin ;
- le Bagnerot, cours d'eau qui s'écoule ensuite vers Bains-les-Bains, le Molieu, l'Aitre, du Roulier.

### Hydrographie
La commune est située dans le bassin versant de la Saône au sein du bassin Rhône-Méditerranée-Corse. Elle est drainée par le Coney, l'Aitre, le Bagnerot, le Récourt, le Molieu et le ruisseau Jeandin.
Le Côney, d'une longueur totale de 55,2 km, prend sa source dans la commune de Dounoux et se jette  dans le canal de l'Est à Corre, après avoir traversé 20 communes.

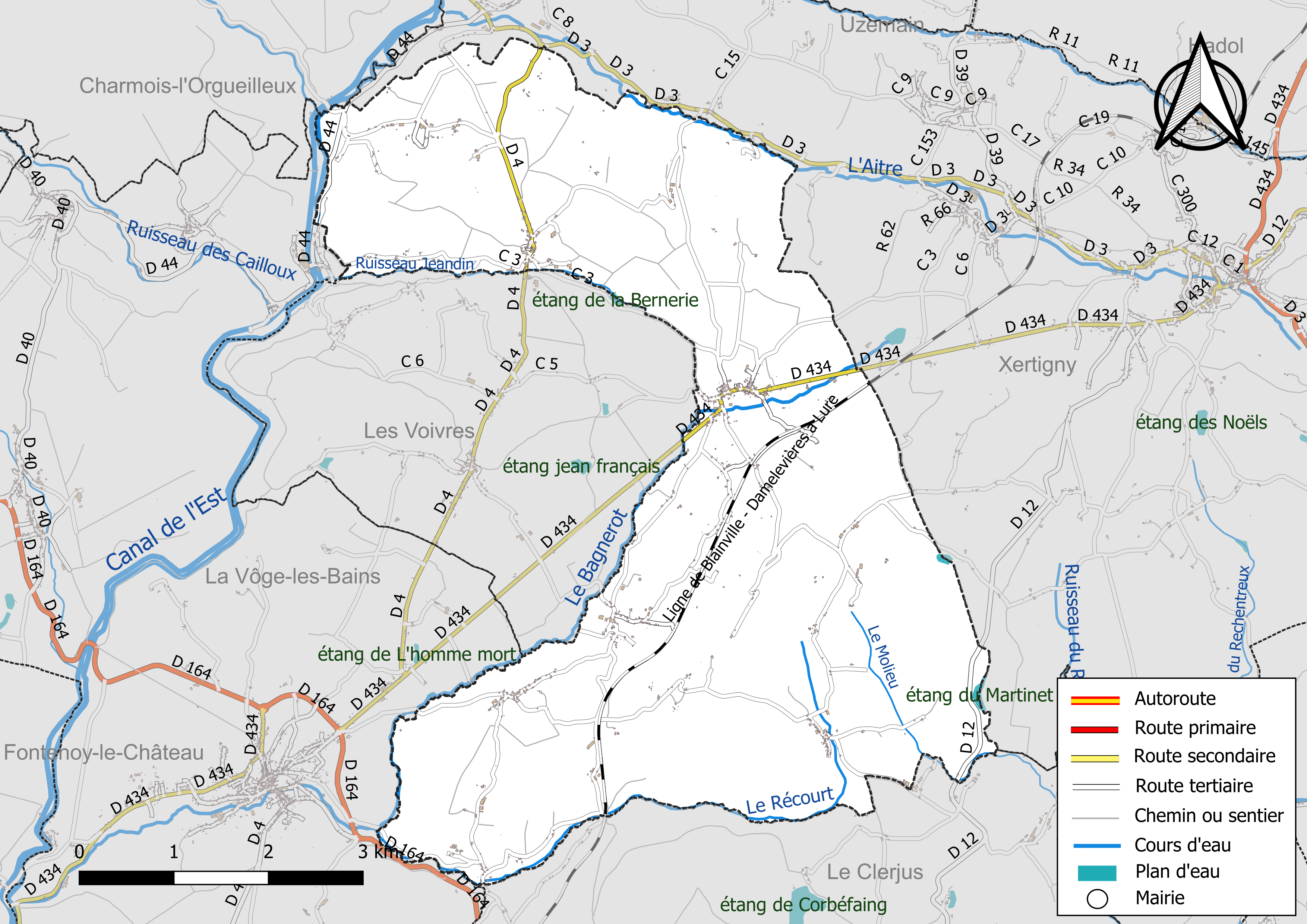
Réseaux hydrographique et routier de la Chapelle-aux-Bois.

L'Aitre, d'une longueur totale de 10,7 km, est entièrement situé sur le territoire communal. Il prend sa source dans le bois Beaudin, en limite sud-est du bourg, s'écoule vers le nord-ouest et se jette dans le canal de l'Est, en limite de commune avec Charmois-l'Orgueilleux.
Le Bagnerot, d'une longueur totale de 13,4 km, prend sa source dans la commune de Xertigny et se jette  dans le Côney à La Vôge-les-Bains, après avoir traversé quatre communes.

### Climat
Pour des articles plus généraux, voir Climat du Grand Est et Climat des Vosges.
En 2010, le climat de la commune est de type climat de montagne, selon une étude du Centre national de la recherche scientifique s'appuyant sur une série de données couvrant la période 1971-2000. En 2020, Météo-France publie une typologie des climats de la France métropolitaine dans laquelle la commune est exposée à un climat semi-continental et est dans la région climatique  Lorraine, plateau de Langres, Morvan, caractérisée par un hiver rude (1,5 °C), des vents modérés et des brouillards fréquents en automne et hiver. 
Pour la période 1971-2000, la température annuelle moyenne est de 9,4 °C, avec une amplitude thermique annuelle de 16,6 °C. Le cumul annuel moyen de précipitations est de 1 261 mm, avec 13,8 jours de précipitations en janvier et 10,2 jours en juillet. Pour la période 1991-2020, la température moyenne annuelle observée sur la station météorologique de Météo-France la plus proche, « Bains », sur la commune de La Vôge-les-Bains à 6 km à vol d'oiseau, est de 10,5 °C et le cumul annuel moyen de précipitations est de 1 356,7 mm. 
La température maximale relevée sur cette station est de 40,8 °C, atteinte le 25 juillet 2019 ; la température minimale est de −21,4 °C, atteinte le 24 décembre 2001,,. 
Les paramètres climatiques de la commune ont été estimés pour le milieu du siècle (2041-2070) selon différents scénarios d'émission de gaz à effet de serre à partir des nouvelles projections climatiques de référence DRIAS-2020. Ils sont consultables sur un site dédié publié par Météo-France en novembre 2022.

## Urbanisme

### Typologie
Au 1er janvier 2024, La Chapelle-aux-Bois est catégorisée commune rurale à habitat très dispersé, selon la nouvelle grille communale de densité à sept niveaux définie par l'Insee en 2022.
Elle est située hors unité urbaine. Par ailleurs la commune fait partie de l'aire d'attraction d'Épinal, dont elle est une commune de la couronne,. Cette aire, qui regroupe 118 communes, est catégorisée dans les aires de 50 000 à moins de 200 000 habitants,.

### Occupation des sols
L'occupation des sols de la commune, telle qu'elle ressort de la base de données européenne d’occupation biophysique des sols Corine Land Cover (CLC), est marquée par l'importance des territoires agricoles (68,7 % en 2018), en diminution par rapport à 1990 (70,3 %). La répartition détaillée en 2018 est la suivante : 
terres arables (36,1 %), forêts (29,7 %), prairies (25 %), zones agricoles hétérogènes (7,6 %), zones urbanisées (1,6 %). L'évolution de l’occupation des sols de la commune et de ses infrastructures peut être observée sur les différentes représentations cartographiques du territoire : la carte de Cassini (XVIIIe siècle), la carte d'état-major (1820-1866) et les cartes ou photos aériennes de l'IGN pour la période actuelle (1950 à aujourd'hui).

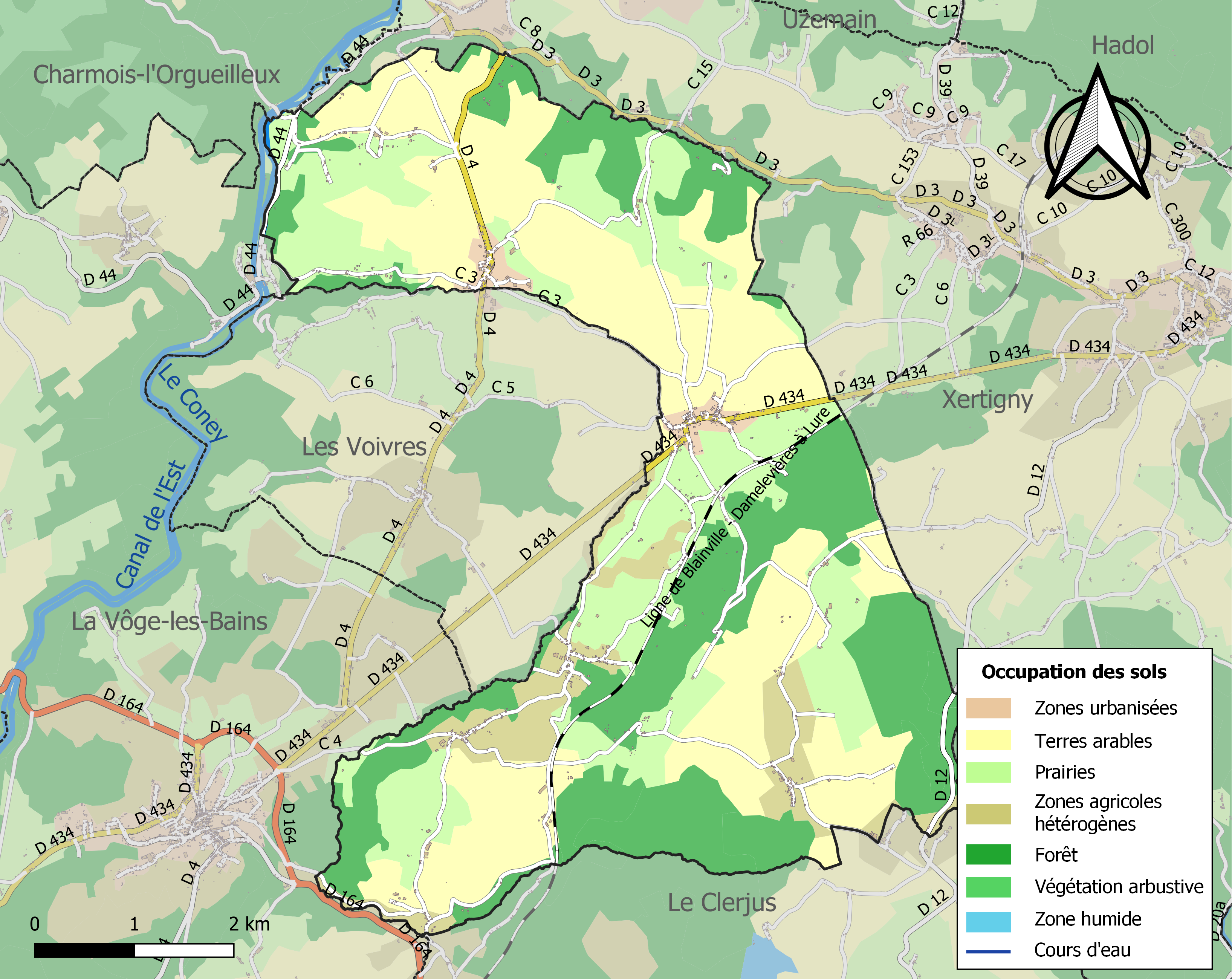
Carte des infrastructures et de l'occupation des sols de la commune en 2018 (CLC).

### Transports
Le village est sur la ligne ferroviaire d'Epinal à Lure et dispose depuis 1863 d'une halte crée lors de l'inauguration sur la ligne Epinal-Aillévillers.

## Toponymie
Le nom de la localité est attesté sous les formes La Chapelle, secourt de Sategney (1434) ; La Chapelle (1496) ; Commune de la Chapelle aux Bois (1790).

Le nom de la commune vient d'une chapelle qui était une annexe de l'église de Xertigny. 
Le déterminant complémentaire -aux-Bois pour se convaincre de l'étendue et de la présence de la forêt. On retrouve cette appellation déjà en 1790.

## Histoire

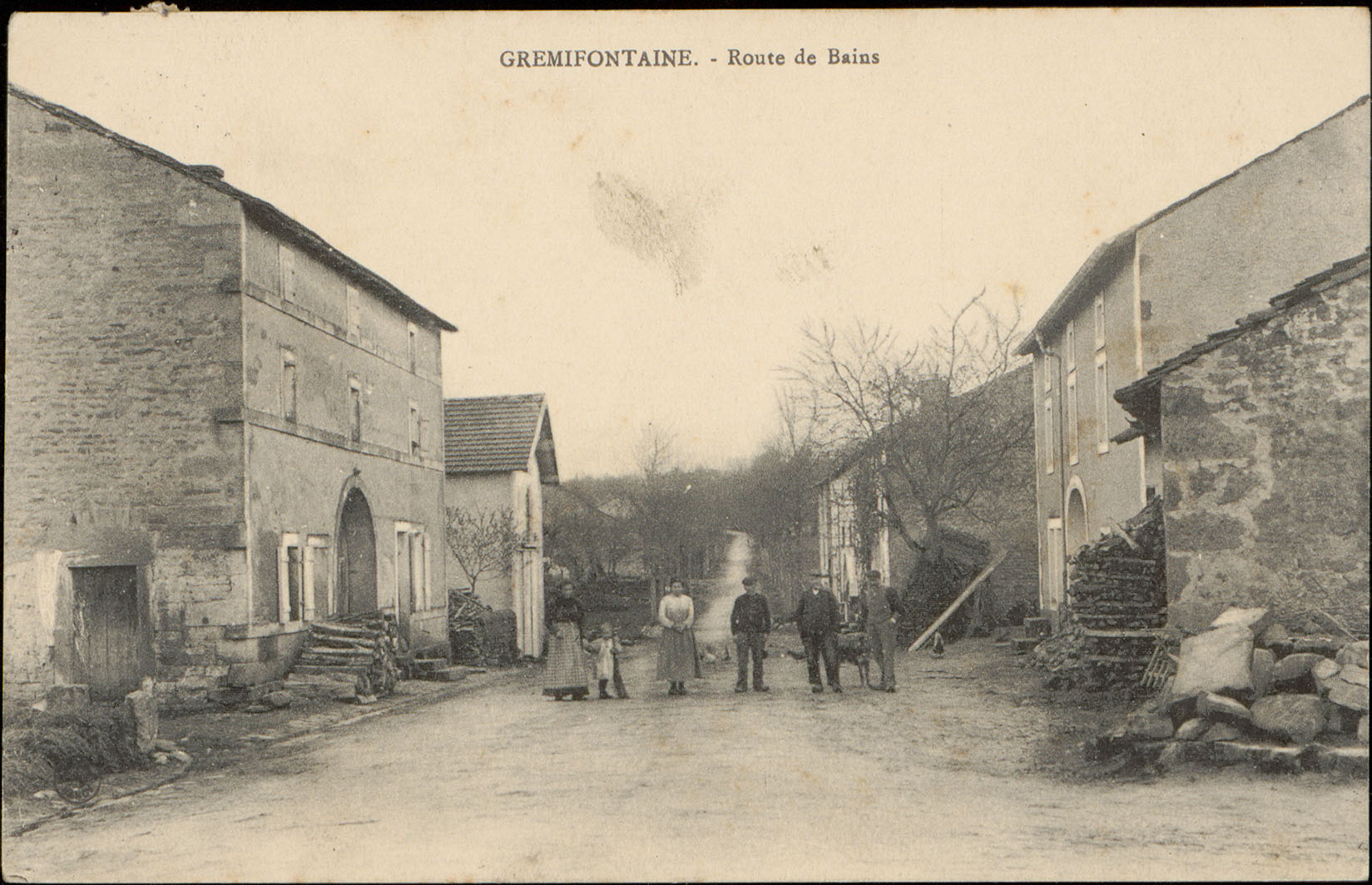
La route de Bains à Grémifontaine.

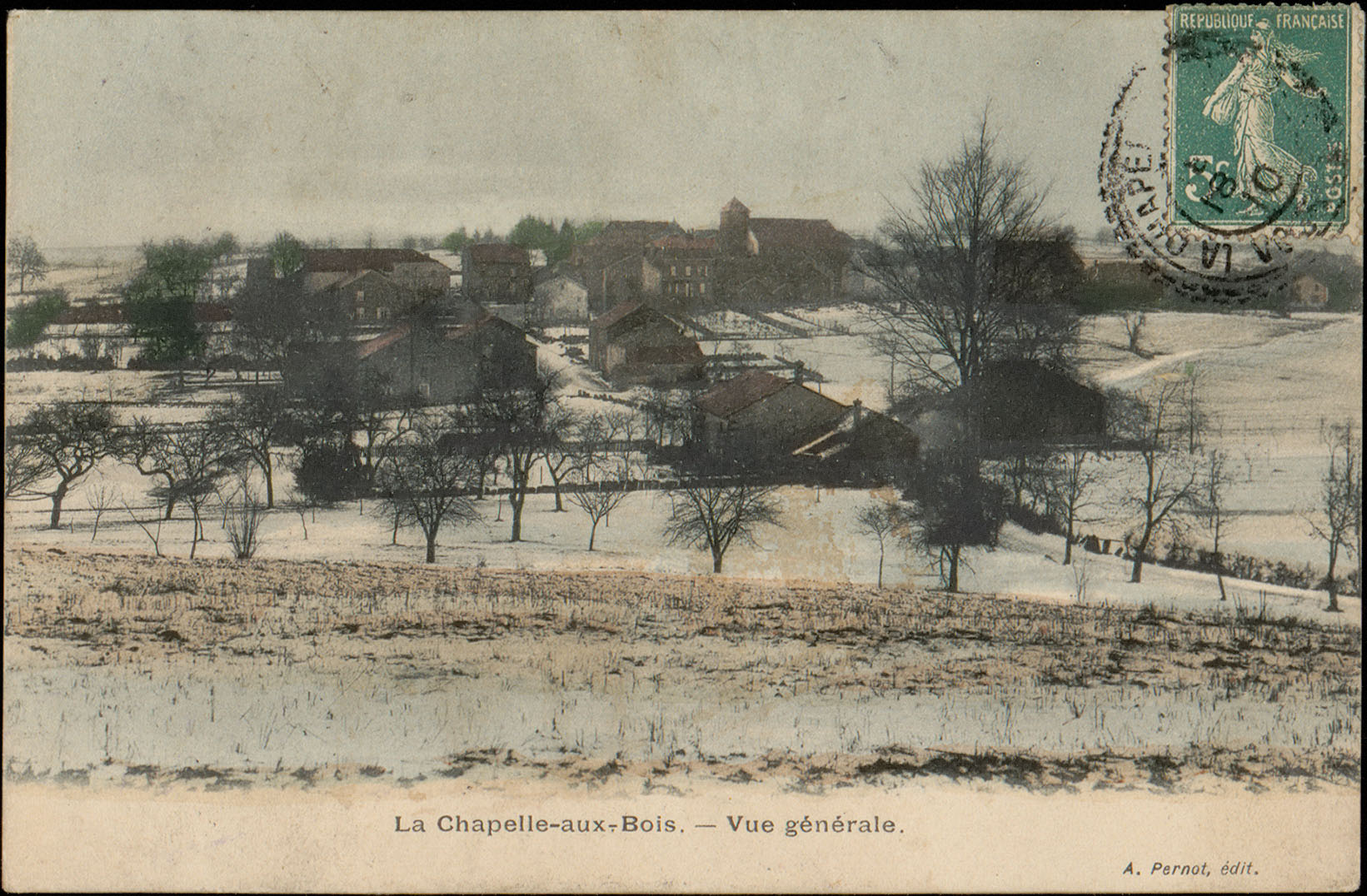
La Chapelle-aux-Bois, sous la neige.

La Chapelle et ses écarts Hardémont, la Forêt, Grémifontaine, les Grands-Prés, Haudompré, appartenaient au vaste comté de Fontenoy-le-Château. Comme Fontenoy, La Chapelle et ses écarts fit partie de la prévôté d'Arches et du bailliage de Remiremont.
Son église, initialement dédiée à saint Augustin (Augustin d'Hippone (latin : Aurelius Augustinus), aujourd’hui à saint Romaric, était annexe de Xertigny. Elle a été construite au milieu du XVIIe siècle. La mairie date de 1840 ; les écoles, quant à elles, de 1840 (La Chapelle), de 1842 (Hardémont, Haudompré) et de 1869 (Fieuzé).

## Politique et administration

### Intercommunalité
La commune fait partie de la communauté d'agglomération d'Épinal.

### Finances locales

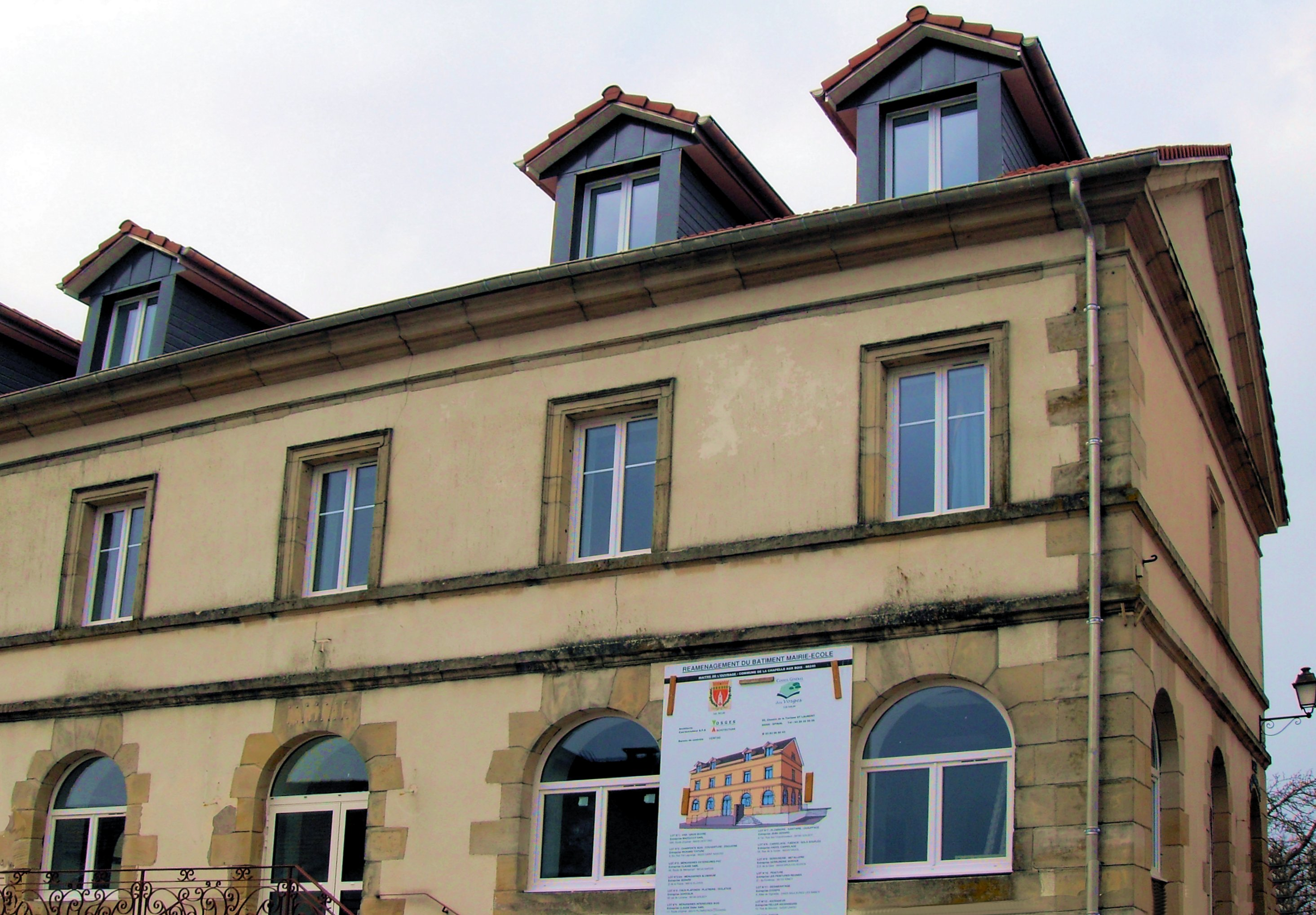
La mairie-école de La Chapelle-aux-Bois.

En 2015, le budget de la commune était constitué ainsi :
- total des produits de fonctionnement : 61 300 €, soit 901 € par habitant ;
- total des charges de fonctionnement : 434 000 €, soit 638 € par habitant ;
- total des ressources d’investissement : 327 000 €, soit 480 € par habitant ;
- total des emplois d’investissement : 240 000 €, soit 352 € par habitant ;
- endettement : 4 000 €, soit 6 € par habitant.

Avec les taux de fiscalité suivants :
- taxe d’habitation : 16,13 % ;
- taxe foncière sur les propriétés bâties : 19,91 % ;
- taxe foncière sur les propriétés non bâties : 29,13 % ;
- taxe additionnelle à la taxe foncière sur les propriétés non bâties : 0,00 % ;
- cotisation foncière des entreprises : 0,00 %.

### Liste des maires
| Période                                  | Période                  | Identité      | Étiquette | Qualité                                                                          |
| ---------------------------------------- | ------------------------ | ------------- | --------- | -------------------------------------------------------------------------------- |
| Les données manquantes sont à compléter. |                          |               |           |                                                                                  |
| mars 1983                                | mars 2008                | Jackie Pierre | UMP       | Conseiller général pour le canton de Xertigny (1985-2015) Sénateur (depuis 2004) |
| mars 2008                                | En cours (au 26/04/2022) | Benoît Aubry  | DVD       |                                                                                  |

## Population et société

### Démographie
L'évolution du nombre d'habitants est connue à travers les recensements de la population effectués dans la commune depuis 1793. Pour les communes de moins de 10 000 habitants, une enquête de recensement portant sur toute la population est réalisée tous les cinq ans, les populations de référence des années intermédiaires étant quant à elles estimées par interpolation ou extrapolation. Pour la commune, le premier recensement exhaustif entrant dans le cadre du nouveau dispositif a été réalisé en 2004.

En 2022, la commune comptait 672 habitants, en évolution de +0,9 % par rapport à 2016 (Vosges : −2,96 %, France hors Mayotte : +2,11 %).
| 1793  | 1800  | 1806  | 1821  | 1831  | 1836  | 1841  | 1846  | 1856  |
| ----- | ----- | ----- | ----- | ----- | ----- | ----- | ----- | ----- |
| 1 673 | 1 968 | 2 002 | 2 122 | 2 542 | 2 544 | 2 516 | 2 518 | 2 421 |

| 1861  | 1866  | 1872  | 1876  | 1881  | 1886  | 1891  | 1896  | 1901  |
| ----- | ----- | ----- | ----- | ----- | ----- | ----- | ----- | ----- |
| 2 532 | 2 481 | 2 494 | 2 349 | 2 205 | 2 116 | 2 004 | 1 924 | 1 902 |

| 1906  | 1911  | 1921  | 1926  | 1931  | 1936  | 1946  | 1954  | 1962 |
| ----- | ----- | ----- | ----- | ----- | ----- | ----- | ----- | ---- |
| 1 820 | 1 844 | 1 567 | 1 566 | 1 400 | 1 416 | 1 198 | 1 110 | 954  |

| 1968 | 1975 | 1982 | 1990 | 1999 | 2004 | 2006 | 2009 | 2014 |
| ---- | ---- | ---- | ---- | ---- | ---- | ---- | ---- | ---- |
| 922  | 776  | 747  | 733  | 705  | 661  | 653  | 661  | 669  |

| 2019 | 2022 | - | - | - | - | - | - | - |
| ---- | ---- | - | - | - | - | - | - | - |
| 672  | 672  | - | - | - | - | - | - | - |

### Jumelages
La Chapelle-aux-Bois n'est jumelée avec aucune autre ville.

## Culture locale et patrimoine

### Lieux et monuments

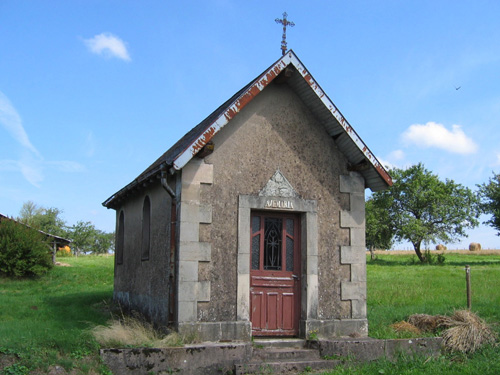
Chapelle Notre-Dame.

Le village a fait partie de l'association « Les Plus Beaux Villages de France » mais n'est plus labellisé à ce jour.
- L'église Saint-Jacques du Stat (paroisse Saint-Colomban-en-Vôge) compte deux cloches de 1730 et 1780[27],[28] et ses verrières[29].
- La Ferme Aventure, parc de loisirs[30].
- La chapelle Notre-Dame[31].
- Ferme, ancienne maison de verrier[32].

### Personnalités liées à la commune
- Émile Demangel (1882-1968), né dans la commune, cycliste médaillé d'argent aux J.O. de 1908 ;
- Jacques Mougin, imprimeur[33].
- Claude Thouvenot (1929-2020), né dans la commune, géographe lorrain.

### Héraldique, logotype et devise
| Blason | Blasonnement : De gueules à la tour clocher de chapelle d'argent ajourée de sable, accostée à dextre et à senestre d'un épi de blé d'or ployé vers la chapelle, au chef d'or chargé de six feuilles de chêne de sinople alignées en pal. Commentaires : Le blason évoque la chapelle de l'ancien château, l'agriculture, les forêts et les six hameaux de la commune. |

## Pour approfondir